# Hydrellia mutata
Hydrellia mutata är en tvåvingeart som först beskrevs av Zetterstedt 1846.  Hydrellia mutata ingår i släktet Hydrellia och familjen vattenflugor. Arten är reproducerande i Sverige. Inga underarter finns listade i Catalogue of Life.